# Iciligorgia ballini
Iciligorgia ballini är en korallart som beskrevs av Kükenthal 1908. Iciligorgia ballini ingår i släktet Iciligorgia och familjen Anthothelidae. Inga underarter finns listade i Catalogue of Life.